# 紡錘貝蟲屬
紡錘貝蟲屬（學名：Fusuconcharium ）底下有兩個種，分別是典型紡錘貝蟲（學名：Fusuconcharium typicum）和小型紡錘貝蟲（學名：Fusuconcharium minimum），僅因發現其生物礦化背板而聞名。板的輪廓呈扁平至微凸、細長卵形或橢圓形。網狀物的圓孔被相對會被較寬的壁隔開。 小的刺狀或圓節位於壁的整個外表面。
本屬的骨片與微網蟲的骨片相似，但與紡錘貝蟲的蘑菇狀結節有很大不同。

## 資料來源
1. ↑  舒德干, 郝诒纯. . 现代地质. 1987-12-31, 1 (3)  [2023-11-16]. ISSN 1000-8527. （原始内容存档于2023-11-11） （中文）.
2. 1 2  ZHANG, XI‐GUANG; ALDRIDGE, RICHARD J. . Palaeontology. 2007-03, 50 (2). ISSN 0031-0239. doi:10.1111/j.1475-4983.2006.00634.x.
3. ↑   (PDF). Bulletin of the National Museum of Nature and Science.   [2023-11-16]. （原始内容存档 (PDF)于2023-11-16）.
4. ↑  Pan, Bing; Topper, Timothy P.; Skovsted, Christian B.; Miao, Lanyun; Li, Guoxiang. . Journal of Paleontology. 2017-10-05, 92 (1)  [2023-11-16]. ISSN 0022-3360. doi:10.1017/jpa.2017.47. （原始内容存档于2023-11-10）.